# Australia en la Copa Mundial de Fútbol Sub-17 de 2015
La Selección de Australia será uno de los 24 equipos participantes en la Copa Mundial de Fútbol Sub-17 de 2015, torneo que se llevará a cabo entre el 17 de octubre y el 8 de noviembre de 2015 en Chile.
El equipo australiano alcanzó las semifinales en el Campeonato Sub-16 de la AFC de 2014, habiendo derrotado a la Selección de fútbol de Malasia en el partido de cuartos de final.

## Participación

### Grupo C
| Equipo    | Pts | PJ | PG | PE | PP | GF | GC | Dif |
| --------- | --- | -- | -- | -- | -- | -- | -- | --- |
| Australia | 0   | 0  | 0  | 0  | 0  | 0  | 0  | 0   |
| Alemania  | 0   | 0  | 0  | 0  | 0  | 0  | 0  | 0   |
| México    | 0   | 0  | 0  | 0  | 0  | 0  | 0  | 0   |
| Argentina | 0   | 0  | 0  | 0  | 0  | 0  | 0  | 0   |

| 18 de octubre de 2015, 16:00 | Australia | Partido 5 | Alemania | Estadio Nelson Oyarzún, Chillán |  |
|                              |           |           |          | Árbitro(s):                     |  |

| 21 de octubre de 2015, 17:00 | Australia | Partido 17 | México | Estadio Nelson Oyarzún, Chillán |  |
|                              |           |            |        | Árbitro(s):                     |  |

| 24 de octubre de 2015, 19:00 | Argentina | Partido 31 | Australia | Estadio Nelson Oyarzún, Chillán |  |
|                              |           |            |           | Árbitro(s):                     |  |

- Datos: Q20022106